# 龐壽峯
龐壽峯（1902年8月17日—1982年6月12日），字嶽之。先世原居山東郯城騰馬莊， 清季避捻匪亂於江蘇海州。民國37年（1948年）在江蘇省第六選區當選第一屆立法委員。

## 生平[1][2][3][4]
- 就读于文蔚小學
- 就读于江蘇省立第八師範
- 就读于大夏大學師範專科
- 私立新浦中學校長、鐵道部津浦鐵路徐州職工校長、浦鎮職工校長
- 中國國民黨江蘇省黨部東海黨務特派員
- 中國國民黨東海縣黨部書記長
- 三民主義靑年團東海分團主任
- 江蘇省行政幹部訓練團教務處長
- 江蘇省臨時參議會參議員
- 江蘇省東海縣縣長、高淳縣縣長
- 江蘇省臨時參議會參議員
- 民國71年6月12日病逝[5]